# John Jeppson
Johannes "John" Jeppson, född 1 juli 1844 i Jonstorps socken, död 26 mars 1920 på Kuba, var en svensk företagare.
John Jeppson var son till mjölnaren Gudmund Jeppson. Vid tolv års ålder började han arbeta vid Höganäs AB och krukmakeriet och tegelbruket där. Vid tjugofem års ålder emigrerade Jeppson tillsammans med ett flertal andra Höganäsbor till USA, där han först innehade ett flertal anställningar inom fajanstillverkningen. 1884 knöts han till The Norton Emery Wheel Company i Worcester, Massachusetts, där han var en av grundarna och delägarna. Genom sina tekniska kunskaper och yrkesskicklighet jämte affärssinne blev han snart teknisk chef. Under Jeppsons tid där utvecklades företaget snabbt till ett storföretag, som 1920 hade 4.000 anställda. Jeppson betraktades som en mönsterarbetsgivare på grund av sin omsorg om arbetarna och lät bolaget uppföra en hel stad av villaliknande arbetarbostäder. Den svenska kolonin i Worcester blev genom Jeppson livskraftig och välbeställd. Han gjorde sig även känd för sin generositet mot nödlidande svenskar. Jeppson var bland annat en hög frimurare.